# 香港模範屋宇會
香港模範屋宇會是香港志願建屋團體之一，於1950年成立，為低收入居民提供廉租房屋，興建之屋苑有模範邨，由香港政府撥地，香港上海滙豐銀行出錢資助工程。模範邨其後由香港房屋委員會管理，但業權仍然歸模範屋宇會所有。